# Callias (fils d'Hipponicos Ammon)
« Callias » redirige ici. Pour les autres significations, voir Callias (homonymie).
Callias (en grec ancien Καλλίας / Kallías) est un homme politique athénien du Ve siècle av. J.-C., impliqué dans la paix de Callias, à qui il donne son nom. Il est parfois appelé Callias II pour le distinguer de sa famille. Fils d’Hipponicos Ammon et petit-fils de Callias (fils de Phésippe), Céryce et Dadouque, il fut un prêtre des Mystères d'Éleusis. Il est aussi le beau-frère de Cimon, le principal adversaire politique de Périclès.

## Biographie
Corrompu pour de l’argent par un Perse pendant la bataille de Marathon, il cache le pot-de-vin, offert en échange de la vie sauve, et tue malgré tout l’ennemi. Peu de temps après la mort de Cimon, probablement vers -449, il est envoyé en ambassade à Suse afin de conclure un traité avec Artaxerxès Ier, roi de l’Empire perse. Il a épousé Elpinice, fille du général Miltiade le Jeune. Leur fils sera nommé Hipponicos, comme son grand-père, qui est devenu le père du philosophe Hermogène.
On lui attribue les négociations de la paix de Callias en -449, qui terminent définitivement les guerres médiques après la victoire athénienne de Salamine de Chypre. Artaxerxès Ier s’engage à ne pas envoyer de troupes à plus de trois jours de marche de la mer Égée. Cette paix reconnaît de facto l'indépendance des villes d’Ionie et la prépondérance maritime d’Athènes.
À son retour, Callias est déclarée insuffisante, accusé d’avoir été corrompu par le roi perse, acquitté et finalement condamné à une amende de 50 talents.

## Sources bibliographiques
- Hérodote, Histoires [détail des éditions] [lire en ligne].
- Diodore de Sicile, Bibliothèque historique [détail des éditions] [lire en ligne] (XII, 4).
- Démosthène, Sur les forfaitures de l'ambassade.